# Camponotus casicus
Camponotus casicus é uma espécie de inseto do gênero Camponotus, pertencente à família Formicidae.